# Рейес (Боливия)
Ре́йес (исп. Reyes) — город на северо-востоке Боливии. Расположен у подножия Восточной Кордильеры, в увлажнённой северной части возвышенных равнин на востоке Боливии, на Амазонской низменности, к востоку от реки Бени, к юго-западу от озёр Юсала и Рогагуа, в 24 км к северо-востоку от города Рурренабаке. Река Бени (бассейн реки Мадейра) судоходна на 350 км от города Рурренабаке до водопада Эсперанса (в 29 км выше устья). Административный центр одноимённого муниципалитета и провинции Хосе-Бальивиан в департаменте Бени.
В 2 км к западу расположен аэропорт.